# Australian Open 1991
De 79e editie van het Australische grandslamtoernooi, het Australian Open 1991, werd gehouden van 14 tot en met 27 januari 1991. Voor de vrouwen was het de 65e editie. Het werd in het Flinders Park te Melbourne gespeeld.
Het toernooi van 1991 trok 305.048 toeschouwers.

## Belangrijkste uitslagen
Mannenenkelspel

Finale: Boris Becker (Duitsland) won van Ivan Lendl (Tsjecho-Slowakije) met 1-6, 6-4, 6-4, 6-4  
Vrouwenenkelspel

Finale: Monica Seles (Joegoslavië) won van Jana Novotná (Tsjecho-Slowakije) met 5-7, 6-3, 6-1 
Mannendubbelspel

Finale: Scott Davis (VS) en David Pate (VS) wonnen van Patrick McEnroe (VS) en David Wheaton (VS) met 6-7, 7-6, 6-3, 7-5
Vrouwendubbelspel

Finale: Patty Fendick (VS) en Mary Joe Fernandez (VS) wonnen van Gigi Fernández (VS) en Jana Novotná (Tsjecho-Slowakije) met 7-6 6-1
Gemengd dubbelspel

Finale: Jo Durie (VK) en Jeremy Bates (VK) wonnen van Robin White (VS) en Scott Davis (VS) met 2-6, 6-4, 6-4
Meisjesenkelspel

Finale: Nicole Pratt (Australië) won van Kristin Godridge (Australië) met 6-4, 6-3
Meisjesdubbelspel

Finale: Karina Habšudová (Tsjecho-Slowakije) en Barbara Rittner (Duitsland) wonnen van Joanne Limmer (Australië) en Angie Woolcock (Australië) met 6-2, 6-0
Jongensenkelspel

Finale: Thomas Enqvist (Zweden) won van Stephen Gleeson (Australië) met 7-6, 6-7, 6-1
Jongensdubbelspel

Finale: Grant Doyle (Australië) en Joshua Eagle (Australië) wonnen van James Holmes (Australië) en Paul Kilderry (Australië) met 7-6, 6-4
1905 · 1906 · 1907 · 1908 · 1909 · 1910 · 1911 · 1912 · 1913 · 1914 · 1915 · 1916–1918 · 1919 · 1920 · 1921 · 1922 · 1923 · 1924 · 1925 · 1926 · 1927 · 1928 · 1929 · 1930 · 1931 · 1932 · 1933 · 1934 · 1935 · 1936 · 1937 · 1938 · 1939 · 1940 · 1941–1945 · 1946 · 1947 · 1948 · 1949 · 1950 · 1951 · 1952 · 1953 · 1954 · 1955 · 1956 · 1957 · 1958 · 1959 · 1960 · 1961 · 1962 · 1963 · 1964 · 1965 · 1966 · 1967 · 1968
↓ open tijdperk ↓
1969 (m-v-md-vd-gd) · 1970 (m-v-md-vd) · 1971 (m-v-md-vd) · 1972 (m-v-md-vd) · 1973 (m-v-md-vd) · 1974 (m-v-md-vd) · 1975 (m-v-md-vd) · 1976 (m-v-md-vd) · jan 1977 (m-v-md-vd) · dec 1977 (m-v-md-vd) · 1978 (m-v-md-vd) · 1979 (m-v-md-vd) · 1980 (m-v-md-vd) · 1981 (m-v-md-vd) · 1982 (m-v-md-vd) · 1983 (m-v-md-vd) · 1984 (m-v-md-vd) · 1985 (m-v-md-vd) · 1986 · 1987 (m-v-md-vd-gd) · 1988 (m-v-md-vd-gd) · 1989 (m-v-md-vd-gd) · 1990 (m-v-md-vd-gd) · 1991 (m-v-md-vd-gd) · 1992 (m-v-md-vd-gd) · 1993 (m-v-md-vd-gd) · 1994 (m-v-md-vd-gd) · 1995 (m-v-md-vd-gd) · 1996 (m-v-md-vd-gd) · 1997 (m-v-md-vd-gd) · 1998 (m-v-md-vd-gd) · 1999 (m-v-md-vd-gd) · 2000 (m-v-md-vd-gd) · 2001 (m-v-md-vd-gd) · 2002 (m-v-md-vd-gd) · 2003 (m-v-md-vd-gd) · 2004 (m-v-md-vd-gd) · 2005 (m-v-md-vd-gd) · 2006 (m-v-md-vd-gd) · 2007 (m-v-md-vd-gd) · 2008 (m-v-md-vd-gd) · 2009 (m-v-md-vd-gd) · 2010 (m-v-md-vd-gd) · 2011 (m-v-md-vd-gd) · 2012 (m-v-md-vd-gd) · 2013 (m-v-md-vd-gd) · 2014 (m-v-md-vd-gd) · 2015 (m-v-md-vd-gd) · 2016 (m-v-md-vd-gd) · 2017 (m-v-md-vd-gd) · 2018 (m-v-md-vd-gd) · 2019 (m-v-md-vd-gd)  · 2020 (m-v-md-vd-gd) · 2021 (m-v-md-vd-gd) · 2022 (m-v-md-vd-gd) · 2023 (m-v-md-vd-gd) · 2024 (m-v-md-vd-gd) · 2025 (m-v-md-vd-gd)
Lijst van Australian Openwinnaars